# Тітовка (Єгор'євський район)
Тітов́ка (рос. Титовка) — село у складі Єгор'євського району Алтайського краю, Росія. Адміністративний центр та єдиний населений пункт Тітовської сільської ради.

## Населення
Населення — 1042 особи (2010; 1271 у 2002).
Національний склад (станом на 2002 рік):
- росіяни — 94 %